# Rudolf Schick (Maler)
Rudolf Schick (* 8. August 1840 in Berlin; † 26. Februar 1887 ebenda) war ein deutscher Genre-, Porträt- und Landschaftsmaler.

## Leben
1858 begann Schick sein Studium an der Königlich Preußischen Akademie der Künste in Berlin bei Wilhelm Schirmer. Den Zeitraum von 1861 bis 1862 verbrachte er in Bayern, hauptsächlich in München und Brannenburg. Danach setzte er sein Studium in Berlin fort. Im Sommer 1864 erhielt er den großen Staatspreis für Geschichtsmaler für das Bild Der gefesselte Prometheus von Okeanos und den Nereiden betrauert, was ihm erlaubte, Paris und London zu besuchen. Schick besuchte auch Tirol und Italien.
In Rom wurde er von Arnold Böcklin beeinflusst. Jacob Burckhardt vermittelte Böcklin 1868 den Auftrag für Karl Sarasin einen Gartensaal seines Hauses in Basel mit drei Fresken auszustatten. Böcklin forderte Schick auf, ihn bei der Ausführung zu unterstützen. Innerhalb von zwei Monate wurden die drei Wandbilder Rast auf der Flucht nach Ägypten, König David mit der Harfe und Der Gang nach Emmaus, welche sich heute im Kunstmuseum Basel befinden, fertig gestellt.
Im Jahre 1869 kehrte Schick nach Berlin zurück. Wieder in Italien kopierte er mehrere Bilder der italienischen Renaissance im Auftrage des Kunstsammlers Fritz von Farenheid aus Beynuhnen.
Für das im Stuttgarter Engelhorn-Verlag erschienene Werk „Italien“ lieferte Schick 43 Illustrationen. Nach 1876 schuf er einige italienische Landschaften mit Staffage, die den Einfluss Böcklins zeigen. Neben der Landschaftsmalerei beschäftigte sich Schick mit Porträts, u. a. dem großen Familienbild (1878) des Kommerzienrates Lüdecke zu Berlin in einer Thüringer Landschaft. Im Jahre 1879 verheiratet, besuchte er mit seiner jungen Gattin nochmals Italien. Er starb in Berlin acht Jahre später.

## Werke (Auswahl)
- 1862: Motiv bei Schlanders
- 1864: Gletscher bei Trofoi

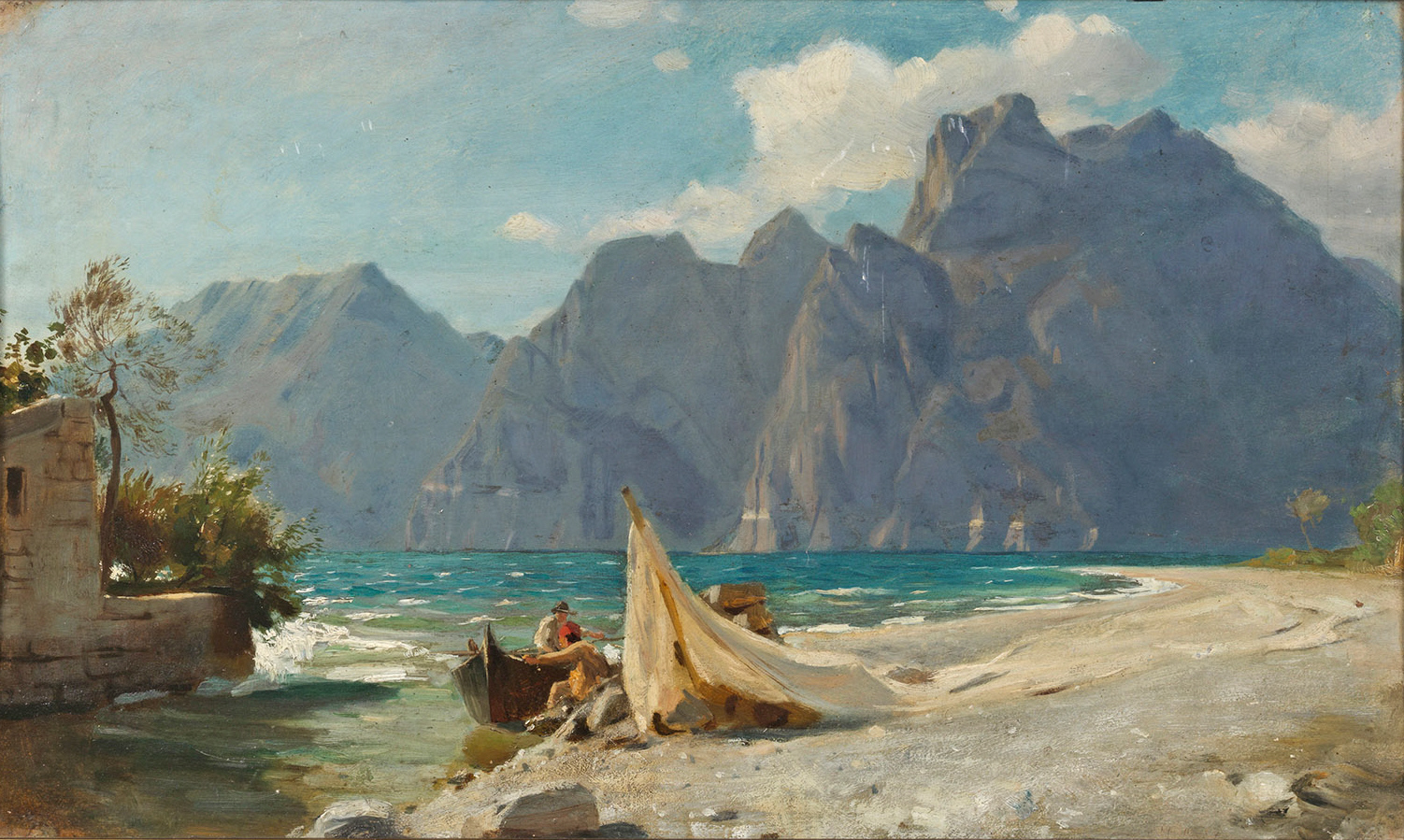
Fischer an der Küste

- 1873: Strassenecke in Genua, Hafen von Genua und Piazza di Pescheria in Genua
- 1875: Steinbruch bei Klausen in Südtirol und Im Vorhof der Wartburg
- 1877: Die Wartburg bei Eisenach

Publikationen
- Tagebuch-Aufzeichnungen aus den Jahren 1866, 1868, 1869 über Arnold Böcklin. Mit zahlreichen Skizzen nach Bildern und Entwürfen Böcklins und mit Böcklins Bild aus dieser Zeit in Holz geschnitten von Albert Krüger. Herausgegeben von Hugo von Tschudi, gesichtet von Cäsar Flaischlen. Hrsg.: Hugo von Tschudi. Egon Fleischel & Co, Berlin 1903 (archive.org).